# Илдико Ердеи
Др. Илдико Ердеи (Ковин , Војводина, 2. октобар 1965) је редовна професорка на Одељењу за етнологију и антропологију Филозофског факултета Универзитета у Београду, феминисткиња и антиратна активисткиња.

## Академска каријера
Илдико Ердеи је дипломирала 1991. године на Одељењу за етнологију Филозофског факултета у Београду радом „Симболика градских простора - Панчево у 19. веку". За овај рад је исте године добила награду Етнографског музеја у Београду „Боривоје Дробњаковић". Магистрирала је 1998. године са темом „Просторно-временски обрасци нових политичких ритуала у Београду 1990-1993". Докторирала је 2007. године дисертацијом „Теорије и концепти о потрошњи у савременој антропологији". 1993. године почиње да ради на Филозофском факултету у Београду а од 2007. године држи наставу на основним студијама и учествује у настави на мастер и докторским студијама. Одржала је бројна предавања на Факултету политичких наука у Београду и Центру за женске студије при том факултету, Факултету за хуманистичке студије у Копру у Словенији, у Истраживачкој станици Петница и као гостујућа професорка на Факултету за пољске студије Универзитета у Варшави и Универзитета Адама Мицкјевича у Познању у Пољској ( Adam Mickiewic). Такође је држала предавања у Народној библиотеци Србије, Народној библиотеци у Бору, Музеју савремене уметности у Београду и Универзитету социјалдемократије у Београду. Чланица је истраживачког тима „Друштвено-економски контекст и питање родно заснованог насиља“ у Центру за женске студије.
Поља њених изучавања и истраживања се крећу од антропологије потрошње, студије материјалне културе и културне економије социјализма и постсоцијализма до родних студија.
Чланица је Међународне асоцијације за изучавање југоисточне Европе, ИНАСЕА (International Association of South European Anthropology). Била је чланица је редакције Гласника етнографског музеја а чланица је и Гласника Етнографског института као и чланица Савета часописа „Интеркултуралност" Завода за културу Војводине.

### Научно наставна звања
1993 - асистенткиња-приправница - Филозофски факултет у Београду
1998 - асистенткиња - Филозофски факултет у Београду
2007 - доценткиња - Филозофски факултет у Београду
2012 - ванредна професорка - Филозофски факултет у Београду
2021 - редовна професорка - Филозофски факултет у Београду

## Антиратни активизам
Као одговор на све већа националистичка стремљења републичких и локалних власти,  почетак ратова у бившој Југославији и велику медијску цензуру, у специфичном мулти-етничком и мулти-културалном Панчеву, 1991. године почиње да делује Покрет за мир Панчево у чији се рад Илдико Ердеи одмах укључује и остаје ангажована до 1995. године. У оквиру Покрета за мир Панчево Илдико учествује у креирању и реализацији многих перформативних и образовних пројеката као што су акција паљење свећа у Панчеву за све жртве рата, затим 17. априла 1991. „Први гето у Србији“ (акција која је наступала са паролама „Живела гета! Добро дошли у први гето!“ и „Што нас је више унутра, то је њих мање напољу“), акција „Гласали сте, гладујте“, пројекти активног слушања са квекерским мировним активистом Хербом Волтерсом из САД и ненасилног решавања конфликата са Дадлијем Вилксон из САД. Будући да је рад мировних, антиратних и грађанских покрета током деведесетих година 20. века био повезан, учествовала је у раду Жена у црном, у акцијама и на међународним скуповима које је ЖуЦ организовао и сарађивала је са Центром за антиратну акцију и Црепајом за мир.
Упоредо са стварањем антиратних и мировних покрета у Пачеву и околним селима, раде и локална гласила која своју уређивачку политику постављају изван контроле владајућег режима Слободана Милошевића и постају медији који се јасно позицирају против мржње и национализма.  Илдико је објављивала текстове за „Панчевац“  и месечник „Контра Белум“(Contra Bellum) чији је издавач био Покрет за мир Панчево. Такође је писала за гласило „Пацифик“ Центра за антиратну акцију.
Учествовала је на првом скупу мреже мировних активиста и активисткиња Војводине (СМАВ) у Панчеву где је имала једно од уводних излагања под називом „Амебе, жирафе и војвођански мировњаци“
Илдико Ердеи се кроз антиратне активности Жена у црном укључила у активизам и феминизам одмах након избијања рата 1991. године. Како је 1993. године почела да ради на Филозофском факутету, није могла да одржи континуитет у сарањи са њима због пословних обавеза. 2000. Године Илдико обнавља сарадњу са Женама у црном у оквиру едукативних радионица, перформанса и трибина у којима прави мост између свог академског ангажовања и активизма:
2000 година – едукативни пројекат „Моћ и други/е“ који је за циљ имао подизање културалне и етничке свесности жена у пограничним регијама Банат, Југоисточна Србија и Санџак.
Мај/јун 2001. – у сарадњи са Женском мировном групом Панчево, групама жена из Новог Пазара и Женском секцијом Народног парламента из Лесковца, учествује у радионици под називом „Моћ и другост“. Ове радионице су имале за циљ едукацију о концепту различитости у етно-културално хетерогеним срединама.
06. август 2001. – Женска мировна група Панчево, у сарадњи са у сарадњи са Општинским одбором Социјалдемократске уније, Неформалном позоришном трупом „Све једно“, Женама у црном и Домом омладине Панчево, организовала је акцију и перформанс поводом обележавања шест година од егзодуса српског становништа из Хрватске у акцијама „Бљесак“ и „Олуја“
9. мај 2002 – учествовала је на округлом столу са темом „Фашизам и неофашизам данас“
9. март 2009 – учествује на трибини о утицају глобализације на положај жена „Како бити активисткиња у потрошњи“
30 октобар 2020 - учествије у дискусији „Пад Берлинског зида: победа и/или пораз?“ са темом „Значење потрошње иза и након пада Берлинског зида“
Децембар 2021 – учествује на трибини „Рат је настављен другим средствима, а где је данас антиратни отпор?“
Октобар 2022 – придружила се Апелу о Косову Жена у црном у коме се од донаће и међународне јавности тражи да се суочи са реалношћу и да изврши притисак на актуелну власт у Србији како би  престала да спречава приступање Косова међународним организацијама и институцијама.

### Женска мировна група Панчево
Женска борба на тлу социјалистичке Југославије за свој задатак је имала, поред борбе за права жена, мировно и антиратно деловање кроз поштовање права различитости и коегзистенцију са Другим те Илдико наставља овај рад кроз покретање Женске мировне групе Панчево 2000. године. Идеја водиља је била да су културна и политичка едукација нужне као начин борбе против аутократије и националистичких политика које је оставио у наслеђе претходни режим, али и да је образовање за мир, демократију и суживот предуслов суштинске промене друштва. Политика феминизма се јасно уклапа у настајање овакве мировне организације и њен програм кроз свој континуирани рад на извођењу жена из патријархалног модела властиштва над њиховим телом, емоцијама, правима и надлежностима. Ову борбу је препознала као неопходну у друштвеној и политичкој клими репатријархализације која представља опасност слободама и правима жена.
Кроз своје ангажовање, ЖМИГ се обраћа и младима у локалној заједници кроз програме које врши у средњим школама а такође се бави еколошким темама у Панчеву што види као одговор на несавесну приватизацију фабрика које су највећи загађивачи воде и ваздуха.
2013. године Женска мировна групе прелази у руке друге генерације активисткиња које настављају рад на традицији мировне оријентације али  у складу са новим друштвео-политичким околностима и сензибилитету нових чланица мења свој профил и активности.
ЖМИГ је чланица организације Мреже Жене у Црном, НАПОР и Е.П.А.
Септембар 2000 – предизборна кампања за савезне и локалне изборе „Будимо солидарне, будимо присутне“ са циљем подстицања жена да се активно укључе у изборни процес
Децембар 2000 – предизборна кампања за републичке изборе „Заокружи промену“
Август/септембар 2001. – кампања против увођења веронауке у јавне школе у сараднји са Општинским одбором Социјалдемократске уније и Војвођанске зелене странке у оквиру НВО кампање. Организовано је потписивање петиције против увођења веронауке у јавне школе и родитељи су охрабривани да искористе своје законско право да не изаберу ни један од понуђених изборних предмета. У оквиру исте камапње а у сарадњи са Домом омладине, организована је трибина „Веронаука ако-онда, могуће последице увођења веронауке“. Кампања је показала добар резултат јер је убедљива већина родитеља одабрала опцију „ништа“ при избору опционих предмета на упису у први разред. Ова кампања је имала и велики одјек у локалној средини, и била повод полемици која се на страницама „Панчевца“ развила између локалних свештеника свих вероисповести с једне, и активисткиња ЖМИГ-а, са друге стране.
18.11.-12.12.2001. – манифестација посвећена суочавању са прошлошћу „Истина је бол и лек – Вуковар и Дубровник десет година после“ у сарањи са Општинским одбором Социјалдемократске уније
2001. године – пројекат „Истраживање о политичаркама“ у сарадњи са „Групом за промоцију женских политичких права Глас разлике"
27. новембар 2002. – трибина „Како задовољити правду“ на којој су говориле историчарка Латинка Перовић, Наташа Кандић из Фонда за хуманитарно право и Сташа Зајовић и Жена у црном.
2002-2003 – истраживачки пројекат о значајним Панчевкама „Жене мењају историју“ и 2003. године наставак овог пројекта под називом „Женско лице града“
2003 - пројекат „Историја женског организовања у Панчеву“
2004 - „Реци НЕ загађењу“ заједно са мрежом невладиних организација и удружења грађана Панчева
2006 - учешће у изради локалног акционог плана за младе у оквиру КУМ-а (Коалиција удружених младих из Панчева)
2007-2008 – пројекат „Практиковање интеркултуралног образовања и разумевања у средњим школама“ у реализацији Групе Мост из Београда.
2008-2009 - пројекат „Женска агенда“ који је за циљ имао подизање нивоа еколошке свесности становника Панчева и документовање дотадашњих еколошких грађанских иницијатива као и представљање концепта екофеминизма који повезује еколошку бригу и проблеме жена.

## Изабрана библиографија
- 2020     "Модерни живот у ударном термину: телевизија, хумор и политика у социјалистичкој Југославији"; Еволута, Београд,  987-86-80912-45-5 неважећи .
- 2020. "Истраживање о репродуктивним и раднм правима жена у Србији", Илдико Ердеи и Лидија Радуловић; Жене у црном, Београд
- 2019. "Југославија. Зашто и како?" Илдико Ердеи, Бранислав Димитријевић, Татомир Тороман;  Музеј Југославије, Београд
- 2018. "Чекајући Икеу: од тачкица до икеизације“ (друго, допуњено издање); Еволута, Београд.  978-86-80912-14-1.
- 2012. "Чекајући Икеу“; Српски генеалошки центар, Београд.  978-86-83679-87-4.
- 2008. "Антропологија потрошње“; Библиотека XX век, Београд.  978-86-7562-073-0.
- 1998.(2002) "Илустровани водич кроз Српску Спарту“, Илдико Ердеи, Едвард Јукић, Драган Брујић; Агенција „Глумац“Панчево.  86-84279-00-X.
- 1997     "О студентима и другим демонима“, ко-уредница са Г. Горуновић, Филозофски факултет- Signature, Београд